# Merklelater
Merklelater is een geslacht van kevers uit de familie  
kniptorren (Elateridae).
Het geslacht werd voor het eerst wetenschappelijk beschreven in 2007 door Platia & Schimmel.

## Soorten
Het geslacht omvat de volgende soort:
- Merklelater anstinei Platia & Schimmel, 2007